# Peltops
Peltops Wagler, 1829 è un genere di uccelli passeriformi della famiglia Artamidae.

## Etimologia
Il nome scientifico del genere, Peltops, deriva dall'unione delle parole greche πελτη  (peltē, "piccolo scudo") e ωψ (ōps, "faccia"), col significato di "faccia a scudo" in riferimento alla conformazione del becco. Le specie ascritte al genere vengono generalmente conosciute col nome comune collettivo di peltopi o pigliamosche montani.

## Descrizione
Si tratta di uccelli di dimensioni medio-piccole (18–20 cm) caratterizzati da un aspetto massiccio, con ali appuntite, coda lunga dalla punta lievemente forcuta e grossa testa con becco ricurvo verso il basso. La livrea è simile nelle due specie, dominata dal nero-bluastro con codione rosso e guance bianche.

## Biologia
Si tratta di uccelli dalle abitudini diurne e territoriali, che passano buona parte della giornata in gruppetti familiari appollaiati su posatoi in evidenza (alberi molto alti che svettano oppure piante sul limitare della foresta), tenendo d'occhio i dintorni per individuare eventuali fonti di cibo ed emettendo di tanto in tanto richiami veloci e ticchettanti.
La dieta di questi uccelli è prevalentemente insettivora, con le prede catturate in picchiata o al volo.
La riproduzione è poco conosciuta.

## Distribuzione e habitat
Le due specie di peltope sono endemiche della Nuova Guinea, con una (il peltope di pianura) che abita le zone pianeggianti a nord e a sud dell'isola e l'altra (il peltope montano) che invece popola le montagne dell'interno.
Questi uccelli prediligono la foresta con presenza di singoli alberi che svettano fra gli altri oppure il limitare delle aree alberate, più in generale i posti dai quali poter dominare il paesaggio circostante.

## Tassonomia
Al genere (l'unico della propria sottofamiglia) vengono ascritte due specie:
- Peltops blainvillii (Lesson & Garnot, 1827) - peltope di pianura
- Peltops montanus Stresemann, 1921 - peltope di montagna

La sistematica del genere è sempre stata problematica: inizialmente classificati nel genere Eurylaimus o comunque fra gli Eurylaimidae, ed in seguito fra i Monarchidae unicamente in base ad analogie morfologiche, in seguito  le analisi a livello genetico hanno rivelato che i peltopi rappresentano un taxon fratello coi Cracticinae ed entrambi presentano affinità a livello basale con le rondini boscherecce del genere Artamus, portando pertanto all'accorpamento dei tre cladi col rango di sottofamiglia negli Artamidae.
Anche le relazioni fra le due specie ascritte al genere sono poco chiare: recenti analisi hanno infatti mostrato che le differenze morfologiche che determinano la differenziazione fra le due specie non trovano riscontro a livello genetico.